# Котто, Самюэль
Самюэ́ль Жунио́р Котто́ (фр. Samuel Junior Kotto; род. 3 сентября 2003) — камерунский футболист, защитник клуба «Гент».

## Клубная карьера
На юношеском уровне выступал за камерунские команды «Тад Спорт» и «Апехес де Мфу». Осенью 2021 года приехал на просмотр в шведский «Мальмё», где тренировался в течение нескольких недель. 9 марта 2022 года подписал с клубом контракт, рассчитанный на четыре года. В апреле на правах аренды на полгода перешёл в местный «Олимпик». В августе срок аренды был продлён до конца сезона. За время выступления за «Олимпик» Котто принял участие в 24 матчах в первом дивизионе и забил один мяч. По окончании аренды вернулся в «Мальмё», где продолжил тренироваться с основным составом. 4 мая 2023 года дебютировал в чемпионате Швеции в матче шестого тура нового сезона с «Варбергом», заменив на 82-й минуте Таху Али.

## Карьера в сборной
В феврале-марте 2021 годасоставе сборной Камеруна до 20 лет принимал участие в Кубке африканских наций в Мавритании. На турнире принял участие в одной игре группового этапа против Мозамбика.
В сентябре 2021 года попадал в предварительный список национальной сборной на отборочные игры чемпионата мира с Мозамбиком. В декабре того же года попал в расширенную заявку Камеруна на домашний Кубок африканских наций.

## Клубная статистика
| Выступление      | Выступление      | Выступление      | Лига | Лига | Кубки | Кубки | Конт. кубки | Конт. кубки | Итого | Итого |
| Клуб             | Лига             | Сезон            | Игры | Голы | Игры  | Голы  | Игры        | Голы        | Игры  | Голы  |
| ---------------- | ---------------- | ---------------- | ---- | ---- | ----- | ----- | ----------- | ----------- | ----- | ----- |
| Олимпик          | Дивизион 1       | 2022             | 24   | 1    | 0     | 0     | 0           | 0           | 24    | 1     |
| Олимпик          | Итого            | Итого            | 24   | 1    | 0     | 0     | 0           | 0           | 24    | 1     |
| Мальмё           | Алльсвенскан     | 2023             | 1    | 0    | 0     | 0     | 0           | 0           | 1     | 0     |
| Мальмё           | Итого            | Итого            | 1    | 0    | 0     | 0     | 0           | 0           | 1     | 0     |
| Всего за карьеру | Всего за карьеру | Всего за карьеру | 25   | 1    | 0     | 0     | 0           | 0           | 25    | 1     |